# Оццано-делл-Емілія
Оццано-делл-Емілія (італ. Ozzano dell'Emilia) — муніципалітет в Італії, у регіоні Емілія-Романья, метрополійне місто Болонья.
Оццано-делл'Емілія розташоване на відстані близько 300 км на північ від Рима, 13 км на південний схід від Болоньї.
Населення — 13 449 осіб (2014).

## Демографія
Населення за роками:

Станом на 1 січня 2023 року в муніципалітеті офіційно проживали 993 іноземці з 72 країн, серед них 351 громадянин країн Євросоюзу та 70 громадян України.

## Сусідні муніципалітети
- Будріо
- Кастель-Сан-П'єтро-Терме
- Кастеназо
- Медічина
- Монтеренціо
- П'яноро
- Сан-Лаццаро-ді-Савена